# Story of a Love Story
Story of a Love Story (Frans: L'Impossible Objet) is een Frans-Italiaanse dramafilm uit 1973 onder regie van John Frankenheimer.

## Verhaal
Een schrijver en de vrouw van een televisieproducent gaan weg bij hun echtgenoten om samen een nieuw leven te beginnen in Marokko. Hun relatie gaat kapot aan het dood van hun kind. Wanneer ze elkaar jaren later bij toeval weer ontmoeten, rest hun alleen nog een vage herinnering.

## Rolverdeling
| Acteur                  | Personage |
| ----------------------- | --------- |
| Alan Bates              | Harry     |
| Dominique Sanda         | Natalie   |
| Michel Auclair          | Georges   |
| Evans                   | Elizabeth |
| Paul Crauchet           |           |
| Lea Massari             | Vrouw     |
| Sean Bury               |           |
| Henri Czarniak          |           |
| Mark Dightam            |           |
| Vernon Dobtcheff        |           |
| Isabelle Giraud-Carrier |           |
| Michael McVey           |           |
| Laurence de Monaghan    | Cleo      |
| André Rouille           |           |